# Kritikerprisen (Norwegen)
Kritikerprisen (norw.; Kritikerpreis) ist eine Auszeichnung, die jährlich vom Verband der norwegischen Kritiker (Norsk Kritikerlag) vergeben wird. Geehrt wird der Verfasser des besten Buches, des besten Kinderbuches und der besten literarischen Übersetzung; ebenso wird ein herausragender Literaturkritiker geehrt sowie je ein Künstler auf den Gebieten Tanz, Theater, Musik und Bildende Kunst.

## Sektionen
Seit 1950 zeichnet Norsk Kritikerlag den Autor mit dem besten belletristischen Beitrag eines Jahres aus. In einem Auswahlverfahren haben zunächst alle Mitglieder des Verbandes die Möglichkeit, auf schriftlichem Wege ihren Favoriten zu bestimmen. Die vier Autoren mit den meisten Stimmen gelangen auf die Shortlist. Im entscheidenden Wahlgang küren dann die Mitglieder des Verbandes – wiederum mit schriftlichem Votum – aus dem Kreis der vier Kandidaten den Gewinner. Der Preis ist nicht dotiert; der ausgezeichnete Autor erhält jedoch eine Grafik als Geschenk. Übergeben wird der Preis Anfang März für das vorangegangene Jahr. Ein Mitglied des Verbandes hält die Laudatio.
Der Autor des besten Kinder- oder Jugendbuchs wird seit 1978 geehrt. Hier erstellt zunächst eine dreiköpfige Jury aus Mitgliedern des Verbandes eine Shortlist. Die Jury wählt in einer zweiten Runde auch den Preisträger.
Die beste literarische Übersetzung wird seit 2003 prämiert. Ausgezeichnet wird der Autor der gelungensten Übersetzung eines literarischen Werkes ins Norwegische, unabhängig vom Genre. Auch hier arbeitet eine dreiköpfige Jury zunächst eine Shortlist aus und wählt anschließend aus dem Kreis von vier Kandidaten den Preisträger.
Das beste Sachbuch des Jahres wird seit 2012 prämiert.
Seit 1994 wird der Literaturkritiker des Jahres gewählt, der sich entweder durch seine literaturkritische Tätigkeit verdient gemacht hat oder durch seine Arbeit dazu beigetragen hat, die Bedingungen für die Literaturkritik in Norwegen zu verbessern. Jedes Mitglied des Verbandes ist berechtigt, einen Preisträger vorzuschlagen. Unabhängig von diesen Vorschlägen kürt eine fünfköpfige Jury, die nach regionalen Gesichtspunkten zusammengestellt ist, den Auszuzeichnenden. Nach Möglichkeit hält jeweils der letztjährige Gewinner die Laudatio auf den aktuellen Preisträger.
Ausgezeichnet werden außerdem hervorragende künstlerische Präsentationen auf den Gebieten Theater (seit 1939), Musik (seit 1947) und Tanz (seit 1977). Der Preis für die beste Leistung im Bereich Bildende Kunst wurde erstmals im April 2009 vergeben.

## Preisträger

### Bestes Buch
- 1950 – Torborg Nedreaas für Trylleglasset
- 1951 – Sigurd Evensmo für die Trilogie Grenseland, Flaggermusene og Hjemover
- 1952 – Ragnvald Skrede für I open båt på havet
- 1953 – Egil Rasmussen für Sonjas hjerte
- 1954 – Kåre Holt für Mennesker ved en grense
- 1955 – Johan Borgen für Lillelord
- 1956 – Tor Jonsson – post mortem
- 1957 – Emil Boyson für Gjenkjennelse
- 1958 – Harald Sverdrup für St. Elms ild
- 1959 – Gunnar Bull Gundersen für Martin
- 1960 – Rolf Jacobsen für Brev til lyset
- 1961 – Olav H. Hauge für På Ørnetuva
- 1962 – Bergljot Hobæk Haff für Bålet
- 1963 – Stein Mehren für Mot en verden av lys
- 1964 – Astrid Hjertenæs Andersen für Frokost i det grønne
- 1965 – Alfred Hauge für die Trilogie Cleng Peerson
- 1966 – Peter R. Holm für Befrielser
- 1967 – Astrid Tollefsen für Hendelser
- 1968 – Finn Alnæs für Gemini
- 1969 – Dag Solstad für Irr! Grønt!
- 1970 – Hans Børli for Isfuglen
- 1971 – Gunvor Hofmo für Gjest på jorden
- 1972 – Paal Brekke für Aftenen er stille
- 1973 – Jens Bjørneboe für Stillheten
- 1974 – Edvard Hoem für Kjærleikens ferjereiser
- 1975 – Sigbjørn Hølmebakk für Karjolsteinen
- 1976 – Rolf Sagen für Mørkets gjerninger
- 1977 – Carl Fredrik Engelstad für Størst blant dem
- 1978 – Odd Eidem für Cruise
- 1979 – Bjørg Vik für En håndfull lengsel
- 1980 – Kjartan Fløgstad für Fyr og flamme
- 1981 – Herbjørg Wassmo für Huset med den blinde glassveranda
- 1982 – Åge Rønning für Kolbes reise
- 1983 – Kjell Askildsen für Thomas F's siste nedtegnelser til allmennheten
- 1984 – Jan Kjærstad für Homo Falsus
- 1985 – Tor Åge Bringsværd für GOBI barndommens måne
- 1986 – Carl Fredrik Engelstad für De levendes land
- 1987 – Odd Kvaal Pedersen für Narren og hans mester
- 1988 – Lars Saabye Christensen für Herman
- 1989 – Roy Jacobsen für Det kan komme noen
- 1990 – Paal-Helge Haugen für Meditasjonar over Georges de La Tour
- 1991 – Kjell Askildsen für Et stort øde landskap
- 1992 – Dag Solstad für Ellevte roman, bok atten
- 1993 – Øystein Lønn für Thranes metode og andre noveller
- 1994 – Torgeir Schjerven für Omvei til Venus
- 1995 – Lars Amund Vaage für Rubato
- 1996 – Bergljot Hobæk Haff für Skammen
- 1997 – Hans Herbjørnsrud für Blinddøra
- 1998 – Karl Ove Knausgård für Ute av verden
- 1999 – Dag Solstad für T. Singer
- 2000 – Jonny Halberg für Flommen
- 2001 – Ragnar Hovland für Ei vinterreise
- 2002 – Merete Morken Andersen für Hav av tid
- 2003 – Per Petterson für Ut og stjæle hester
- 2004 – Øyvind Rimbereid für Solaris korrigert
- 2005 – Thure Erik Lund für Uranophilia
- 2006 – Kjartan Fløgstad für Grand Manila  und Trude Marstein für Gjøre godt
- 2007 – Carl Frode Tiller für Innsirkling
- 2008 – Per Petterson für Jeg forbanner tidens elv
- 2009 – Tomas Espedal für Imot kunsten
- 2010 – Beate Grimsrud für En dåre fri
- 2011 – Merethe Lindstrøm für Dager i stillhetens historie
- 2012 – Vigdis Hjorth für Leve posthornet!
- 2013 – Øyvind Rimbereid für Orgelsjøen
- 2014 – Ingvild H. Rishøi für Vinternoveller
- 2015 – Inger Elisabeth Hansen für Å resirkulere lengselen, avrenning foregår
- 2016 – Vigdis Hjorth für Arv og miljø
- 2017 – Cecilie Løveid für Vandreutstillinger
- 2018 – Mona Høvring für Fordi Venus passerte en alpefiol den dagen jeg blei født
- 2019 – Matias Faldbakken für Vi er fem
- 2020 – Karoline Brændjord für Jeg vil våkne til verden
- 2021 – Jon Fosse für Eit nytt namn, Septologien VI-VII
- 2022 – Brynjulf Jung Tjønn für Kvit, norsk mann

### Bestes Kinder- oder Jugendbuch
- 1978 – Einar Økland für Sikk sakk
- 1979 – Tormod Haugen für Joakim
- 1980 – Torill Thorstad Hauger für Det kom et skip til Bjørgvin i 1349
- 1981 – Arnljot Eggen für Den lange streiken
- 1982 – Per Knutsen für Gull og sølv
- 1983 – Johan Fredrik Grøgaard für Jeg, Wilhelm, 13 år
- 1984 – Vigdis Hjorth für Jørgen + Anne er sant
- 1985 – Mette und Philip Newth für Soldreperen
- 1986 – Tor Fretheim für Engelene stanser ved Eventyrbrua
- 1987 – Arne Ruset für Aldri åleine
- 1988 – Mathis Mathisen für Ismael
- 1989 – Klaus Hagerup für Landet der tiden var borte
- 1990 – Jostein Gaarder für Kabalmysteriet
- 1991 – Helga Gunerius Eriksen für Finn Inga!
- 1992 – Arne Berggren für Stillemann- historien om et drap
- 1993 – Laila Stien für Å plukke en smørblomst
- 1994 – Unni Lindell für Sugemerket
- 1995 – Mette Newth für Det mørke lyset
- 1996 – Rune Belsvik für Dustefjerten og den store vårdagen
- 1997 – Rønnaug Kleiva für Ikkje gløym å klappe katten
- 1998 – Erlend Loe für Kurt – Quo vadis
- 1999 – Erna Osland für Salamanderryttaren
- 2000 – Anne Grete Hollup für Engel
- 2001 – Rune Belsvik für Verdas mest forelska par
- 2002 – Hilde Hagerup für Løvetannsang
- 2003 – Oskar Stein Bjørlykke für Kom til dammen!
- 2004 – Arnfinn Kolerud für Den som ikkje har gøymt seg no
- 2005 – Marianne Havdal für Når traktoren kjem ut er det vår
- 2006 – Ragnar Hovland für Fredlaus
- 2007 – Fam Ekman für Kall meg onkel Alf
- 2008 – Bjørn Sortland für Alle har eit sultent hjerte
- 2009 – Maria Parr für Tonje Glimmerdal
- 2010 – Jo Nesbø für Doktor Proktor og verdens undergang. Kanskje
- 2011 – Karin Kinge Lindboe für Etterpå varer så lenge
- 2012 – Kari Stai für Jakob og Neikob. Tjuven slår tilbake
- 2013 – Gyrid Axe Øvsteng und Per Ragnar Møkleby für Førstemamma på Mars
- 2014 – Gro Dahle/Svein Nyhus für Akvarium
- 2015 – Øyvind Torseter für Mulegutten
- 2016 – Tyra Teodora Tronstad für Mørket kommer innenfra
- 2017 – Magnhild Winsnes für Hysj
- 2018 – Kaia Dahle Nyhus für Verden sa ja
- 2019 – Tyra Teodora Tronstad für Flaggermusmusikk
- 2020 – Ole Kristian Løyning für Min venn, Piraten
- 2021 – Hilde Hodnefjeld für Uppsa
- 2022 – Julia Kahrs für Familien Brattbakk

### Beste literarische Übersetzung
Die Auszeichnung wurde als Pilotprojekt im Jahr 2004 vorgestellt.
- 2003 – Sverre Dahl für Wilhelm Meisters Lehrjahre von Johann Wolfgang von Goethe
- 2004 – Geir Pollen für Austerlitz von W. G. Sebald
- 2005 – Johannes Gjerdåker für Oden von Horaz
- 2006 – Karin Gundersen für Leben des Henri Brulard von Stendhal
- 2007 – Stig Sæterbakken für Eldreomsorgen i Øvre Kågedalen von Nikanor Teratologen
- 2008 – Steinar Lone für Orbitor. Venstre vinge von Mircea Cartarescu
- 2009 – Kristina Solum für Ville detektiver von Roberto Bolaños
- 2010 – Pedro Carmona-Alvarez und Gunnar Wærness für Verden finnes ikke på kartet. Poesi fra hele verden
- 2011 – Merete Alfsen für Barnas bok von A. S. Byatt
- 2012 – Agnes Banach für Witold Gombrowicz’ Dagboken 1953–1958
- 2013 – Turid Farbregd für Katja Kettus Jordmora
- 2014 – Hege Susanne Bergan für Bønn for Tsjernobyl von Swetlana Alexijewitsch
- 2015 – Anne Arneberg für Kaputt von Curzio Malaparte
- 2016 – Kristin Sørsdal für Historia om det tapte barnet von Elena Ferrante
- 2017 – Øystein Vidnes für Tre kvinner von Robert Musil
- 2018 – Gøril Eldøen für Vernon Subutex 1 von Virginie Despentes
- 2019 – Ove Lund für Seiobo der nede von László Krasznahorkais
- 2020 – Gunvald Axner Ims für Felâtun Bey und Râkim Efendi von Ahmed Midhat Efendi
- 2021 – Astrid Nordang für Familieleksikon von Natalia Ginzburg
- 2022 – Ingrid Haug für Hjem von Marilynne Robinson

### Bestes Sachbuch
- 2012 – Aage Storm Borchgrevink für En norsk tragedie. Anders Behring Breivik og veiene til Utøya
- 2013 – Alf van der Hagen für Dag Solstad. Uskrevne memoarer
- 2014 – Tore Rem für Knut Hamsun. Reisen til Hitler
- 2015 – Morten Strøksnes für Havboka – eller Kunsten å fange en kjempehai fra en gummibåt på et stort hav gjennom fire årstider
- 2016 – Marit Paasche für Hannah Ryggen, en fri
- 2017 – Anne Bitsch für Går du nå, er du ikke lenger min datter
- 2018 – Jan Grue für Jeg lever et liv som ligner deres
- 2019 – Anders Johansen für Komme til orde. Politisk kommunikasjon 1814–1913
- 2020 – Bjørn Hatterud: Mjøsa rundt med mor. Ei livsreise
- 2021 – Liv Køltzow, Hans Petter Blad (red.) og Kaja Schjerven Mollerin (red.) für Liv Køltzow. Dagbøker i utvalg 1964–2008
- 2022 – Tore Rem für Olav V. Ensom majestet. 1946–1991